# Экономика Твери
Тверь один из крупнейших экономических центров европейской части России.

## Бюджет
Бюджет города Твери демонстрирует устойчивый рост:
Доходная часть бюджета Твери 2010 года составила 5 407 375,6 тысяч рублей (в том числе налоговые и неналоговые доходы в сумме 3 838 328,0 тыс. руб, безвозмездные поступления в сумме 1 091 031,4 тыс. руб., доходы от предпринимательской и иной приносящей доход деятельности, полученные муниципальными бюджетными учреждениями, в сумме 478 016,2 тыс. руб.), расходная — 6 001 600,4 тысяч рублей. Дефицит бюджета города составляет 594 224,8 тыс. руб.
| Год                                    | 1995 | 2000  | 2005  | 2006  | 2007  | 2008  | 2009  | 2010  | 2011  | 2012  | 2013  | 2014  | 2015  | 2016  |
| -------------------------------------- | ---- | ----- | ----- | ----- | ----- | ----- | ----- | ----- | ----- | ----- | ----- | ----- | ----- | ----- |
| Доходы городского бюджета, млн рублей  | 326  | 1 047 | 2 345 | 3 061 | 4 288 | 5 316 | 4 900 | 5 407 | 5 786 | 4 977 | 5 918 | 6 760 | 6 670 | 6 604 |
| Расходы городского бюджета, млн рублей | 329  | 1 087 | 2 200 | 2 987 | 4 256 | 4 506 | 5 087 | 6 001 | 6 258 | 5 423 | 6 328 | 6 976 | 6 959 | 6 925 |
| Профицит/дефицит                       | −3   | −40   | +145  | +74   | +32   | +810  | −187  | −594  | −472  | −446  | −410  | −216  | −289  | −321  |

## Строительство
Объёмы жилищного строительства в Твери демонстрируют устойчивый рост: так, в кризисный 2009 год, объёмы построенного жилья возросли на 127 % к уровню 2008 года. Стоимость одного квадратного метра жилья является самой большой после Москвы в Центральном федеральном округе и составляет около 47 000 рублей за квадратный метр по состоянию на 2012 год. В настоящее время в Твери идёт комплексная застройка микрорайонов Радужный, Брусилово, Мамулино.
| Ввод жилья                      | Ввод жилья | Ввод жилья | Ввод жилья | Ввод жилья | Ввод жилья | Ввод жилья | Ввод жилья | Ввод жилья | Ввод жилья | Ввод жилья | Ввод жилья | Ввод жилья | Ввод жилья | Ввод жилья | Ввод жилья | Ввод жилья | Ввод жилья |
| Год                             | 1990       | 1999       | 2000       | 2001       | 2002       | 2003       | 2004       | 2005       | 2006       | 2007       | 2008       | 2009       | 2010       | 2011       | 2012       | 2013       | 2014       |
| ------------------------------- | ---------- | ---------- | ---------- | ---------- | ---------- | ---------- | ---------- | ---------- | ---------- | ---------- | ---------- | ---------- | ---------- | ---------- | ---------- | ---------- | ---------- |
| Введено жилплощади, тыс. кв. м. | 185,5      | 121,3      | 94,9       | 132,9      | 115,7      | 119,4      | 107,3      | 129,5      | 161,4      | 182,1      | 116,1      | 150,9      | 196,6      | 209,3      | 205,9      | 221,0      | 217,8      |
| Введено квартир, ед             | ...        | 1 579      | 1 027      | 1 622      | 1 439      | 1 275      | 1 275      | 1 608      | 2 151      | 2 306      | 1 435      | 2 009      | 2 735      | 2 652      | 2 982      | 2 850      | 2 774      |

## Промышленность
Тверь является крупным промышленным центром. Город производит 39,3 % промышленной продукции области, при этом доля продукции обрабатывающих производств составляет 48,3 % в областном объёме. Традиционно, основные отрасли промышленности Твери — машиностроение и металлообработка (48 % в доле промышленного производства города), пищевая промышленность (17 %), энергетика (8 %), химическая (6 %) и лёгкая (6 %) промышленность, полиграфия (3 %). С началом перестройки структура экономики города значительно поменялась: численность рабочих сократилась в 2 раза, в доле промышленного производства лёгкая промышленность переместилась с 1 места на 4, электроэнергетика — с 6 на 3.
Крупнейшими промышленными предприятиями Твери являются: ОАО Тверской вагоностроительный завод (29,1 % от общего объёма продукции), ООО «Юнайтед Боттлинг Групп» (4,0 %), ОАО «Мелькомбинат» (3,4 %), ОАО «Волжский пекарь» (2,8 %), ЗАО «ДКС» (1,9 %), ОАО «Центросвармаш» (1,7 %), ОАО «Тверской экскаватор» (1,4 %), ЗАО «Хлеб» (1,3 %), ОАО «Сибур — ПЭТФ» (0,7 %).
В 2014 году отгружено товаров собственного производства, выполненных работ и услуг собственными силами на 95,0 млрд руб, из них обрабатывающими производствами — на 73,7 млрд руб.

### Машиностроение
Машиностроение является системообразующей отраслью промышленности города Тверь, приносящей наибольшие финансовые поступления в бюджет города. Характерной особенностью отрасли является её концентрация на одном предприятии: Тверском вагоностроительном заводе, основывающем свою деятельность на централизованном ведомственном заказе.
Основные машиностроительные предприятия города Твери:
- ОАО Тверской вагоностроительный завод (ТВЗ) — производство пассажирских вагонов локомотивной тяги;
- ОАО Центросвармаш — производство тележек вагонов;
- ОАО Тверской экскаватор (ТВЭКС) — производство экскаваторов;
- ООО «ГПЗ-2 Тверь» — производство подшипников;
- ОАО Тверской завод электроаппаратуры (Элтор) — производство лифтовой аппаратуры;
- ОАО «Ритм» ТПТА — производство тормозной аппаратуры подвижного состава железных дорог и метрополитена;
- ЗАО «ЭКСМАШ» — производство экскаваторов;
- ООО Тверьстроймаш — производство прицепов и полуприцепов;
- ООО «Тверской завод пищевого оборудования» — производство хлебопекарного оборудования;
- ООО Тверской машзавод Гидромолот — производство навесного оборудования и запчастей для строительно-дорожной техники;
- ЗАО фирма «Гидравлика» — ремонт гидроаппаратуры;
- ЗАО ПФК «Тверьдизельагрегат» — ремонт и модернизация дизельных двигателей;
- Тверской экспериментально-механический завод (ТЭМЗ) — производство подъёмников;
- ОАО Тверьтехоснастка (бывш. завод штампов им. 1-го Мая) — стальное литьё, производство запчастей.

### Пищевая промышленность
Пищевая отрасль занимает важное место в промышленном производстве города. Одной из основных проблем отрасли является высокая конкуренция со стороны производителей продовольственной продукции московского региона, однако с учётом тенденции к увеличению спроса и началом импортозамещения, перспективы отрасли оцениваются как положительные.
Крупнейшие предприятия пищевой промышленности:
- ООО «Юнайтед Боттлинг Групп» — производство слабоалкогольных и безалкогольных напитков;
- ОАО «Мелькомбинат» — производство муки, комбикормов, макаронных изделий;
- ОАО «Волжский пекарь» — производство хлебобулочных изделий;
- ЗАО «Хлеб» — производство хлебобулочных изделий;
- ООО «Орион пищепром» — производитель печенья;
- ООО «Афанасий-пиво» — производство слабоалкогольных напитков, мясных, рыбных и молочных продуктов.

### Химическая промышленность
Химическая промышленность является значимой отраслью промышленности Твери. Несмотря на утрату ряда производств в период постсоветского хозяйственного кризиса, химическая промышленность города имеет позитивную динамику развития. На существующих предприятиях производится стекловолокно, стеклопластики и изделия из них, продукция из полиамида, полиэфирные и полипропиленовые материалы, полимерные композиции и пластики.
Основные предприятия химической промышленности города Твери:
- ОАО Сибур-ПЭТФ — производство полиэтилентерефталата;
- АО «ВНИИСВ» — производство ПАН волокна, синтетических волокон медицинского и специального назначения;
- ОАО НПК «Химволокно» — бывший комбинат «Химволокно»;
- ОАО Искож-Тверь — бывший комбинат «ИСКОЖ» («КРЕПЗ»);
- ОАО Тверской полиэфир — производство текстурированных полиэфирных нитей (банкрот);
- Тверьстеклопластик — производство композитных материалов, стеклопластика и пластмасс (производство перенесено в Уфу);
- ООО «Тверской лакокрасочный завод».

### Строительный сектор
Строительный комплекс является сравнительно перспективной отраслью промышленности города. В настоящий момент спектр выпускаемой продукции не разнообразен (предприятия города выпускают в основном железобетон и изделия из него, силикатный кирпич, строительные смеси), что обусловлено наличием конкуренции со стороны развитого рынка московского региона. Потенциал развития отрасли заключается в росте местного спроса и выходе предприятий на общероссийский рынок.
Крупнейшие предприятия строительной отрасли:
- Тверской домостроительный комбинат (Тверской ДСК);
- Комбинат строительных материалов (КСМ);
- Комбинат строительных материалов № 2 (КСМ-2);
- ЗАО ТЖБИ-4;
- ООО «Тверской завод ячеистого бетона».

### Энергетика
- ТверьАтомэнергосбыт — электроснабжение;
- Валдайское ПМЭС — ФСК ЕЭС — электроснабжение;
- Тверьэнерго — МРСК Центра — энергоснабжение[19];
- ООО «Тверьоблэнерго» — электроснабжение;
- МУП «Тверьгорэлектро» — электроснабжение;
- Тверская дистанция электроснабжения — электроснабжение;
- ООО «Тверская генерация» — электро- и теплоснабжение;
  - Тверская ТЭЦ-1
  - Тверская ТЭЦ-3
  - Тверская ТЭЦ-4
- МУП «Сахарово» — теплоснабжение.

### Полиграфическая промышленность
Полиграфия — традиционная специализация промышленного производства города. Предприятия отрасли являются одними из ведущих в общероссийском масштабе. Доля на федеральном рынке крупнейшего предприятия отрасли — Тверского полиграфкомбината детской литературы — в 2011 году составила 15%.
Основные предприятия отрасли:
- ОАО Тверской полиграфический комбинат;
- ОАО Тверской полиграфкомбинат детской литературы;
- ОАО Тверская областная типография.

### Другие крупные предприятия города
- НИИ «Центрпрограммсистем»;
- Хлопчато-бумажный комбинат[20];
- Тверская швейная фабрика;
- ОАО «Тверьэнергокабель»[21][22] — производство электрокабелей малого и среднего напряжения;
- ЗАО «Диэлектрические кабельные системы»;
- ООО «Тверской стекольный завод».

## Финансы
Первое банковское учреждение города, Тверское отделение Государственного банка, было открыто 1 сентября 1865 года. Тверь стала одним из первых городов России, в котором было открыто отделение Государственного банка. В 1868 году банк приступил к проведению вексельных операций, с 1867 года — к приёму вкладов. В 1866 году начал свою работу Тверской городской общественный банк. С 1883 года в городе начали работать Тверское отделение Крестьянского поземельного банка, Дворянского земельного банка и другие. Рост промышленности способствовал открытию банков и росту их оборота. В первые годы советской власти вся сеть дореволюционных банков была свёрнута, отделение Государственного банка было переименовано в отделение Народного банка РСФСР. Развитие экономики и НЭП 1920-х годов способствовало появлению отраслевых банков, среди которых Губсельбанк, Коммунальный, Городской и другие. В 1959 году в результате реорганизации банковской системы в структуру Госбанка СССР вошли упразднённые конторы Сельхозбанка и коммунальных банков. В 1987 году Калинине были открыты отделения специализированных банков — Агропромбанка, Жилсоцбанка, Стройбанка и других. В 1990 году был зарегистрирован первый коммерческий банк — банк «Тверь», деятельность которого изначально строилась только на базе собственных средств — уставного капитала. Процесс создания коммерческих банков продолжался до конца 1994 года. В конце 1996 года вступило в строй межрегиональное резервное хранилище, обеспечивающее наличными денежными знаками отделения Центрального Банка 5 областей, включая Тверскую.
Финансовая система города включает в себя как местные банки (КБЦ, Торговый городской банк, Тверьуниверсалбанк, Торжокуниверсалбанк), так и большое количество филиалов, офисов и представительств иногородних банков. В 2012 году в городе работало 20 коммерческих банков и филиалов, 47 дополнительных, 46 операционных, 10 кредитно-кассовых офисов и 38 операционных касс.

## Торговля и сфера услуг
Традиционно торговыми улицами Твери считаются Тверской проспект, улицы Советская, Трёхсвятская, Новоторжская, Вольного Новгорода, бульвар Радищева. Помимо этого, торговыми магистралями районного значения являются улица Можайского и Волоколамский проспект в Московском, проспекты Ленина и Калинина в Пролетарском, и улица Горького в Заволжском районах.
Универмаг «Тверь» — один из самых крупных магазинов Советского времени. Торжественное открытие «Твери» состоялось 7 октября 1982 года, в день советской конституции 1977 года. Сегодня универмаг переживает тяжёлые времена, планируется его продажа или сдача в долгосрочную аренду.

### Оборот розничной торговли
Оборот розничной торговли в Твери демонстрирует устойчивый рост. Так, в период с 2000 по 2003 год он ежегодно возрастал в среднем на 7,9 процентных пункта, а в 2004 году увеличился на 32,1 %. По итогам 2006 года оборот розничной торговли увеличился по сравнению с 2005 годом на 12,1 % в сопоставимой оценке. В 2007 году розничный товарооборот достиг уровня 18,5 млрд рублей ($701,8 млн).

### Торговля недвижимостью
Эксперты отмечают, что несмотря на то, что рынок торговой недвижимости города ещё далёк от насыщения, в ближайшее время он вряд ли покажет значительную динамику роста, так как интересы федеральных девелоперов по-прежнему сосредоточен на городах-миллионниках. В 2010 году в городе насчитывалось 16 торговых центров и гипермаркетов. Большинство торговых центров не отвечают общепринятым требованиям, предъявляемым к качественным объектам, по ряду причин: рыночной организации торговли, непрофессионального пула арендаторов, несоблюдения условия функциональности при создании планировочных решений и зонировании площадей, отсутствие концепции и др.. Общая площадь качественных торговых объектов составляет 115 тыс. кв. м., а обеспеченность качественными торговыми площадями составляет около 260 кв.м. на 1 000 жителей, что является довольно низким значением.
В настоящее время, в городе строятся или проектируются торговые центры «Паллада», «Real», «OBI», «Auchan».
| Название         | Год открытия | GBA    | GLA    |
| Ритейл-Парк №1   | 2014         | 60 000 | 50 000 |
| Рубин            | 2010         | 55 000 | 37 000 |
| РИО              | 2015         | 45 500 | 20 000 |
| Тандем           | 2015         | 36 000 | 23 500 |
| Вавилон          | 2012         | 22 250 | 17 413 |
| Интерьер Холл    | 2016         | 22 000 | 14 500 |
| Олимп            | 2002         | 21 600 | 12 000 |
| Можайский        | 2001         | 15 000 |        |
| Ямской           | 2008         | 13 400 | 6 500  |
| Карусель         | 2006         | 13 000 |        |
| METRO Cash&Carry | 2009         | 13 000 |        |
| Лента            | 2012         | 12 000 |        |
| Южный            | 2008         | 11 000 |        |
| Магнит           | 2012         | 10 000 | 4 750  |

### Федеральные торговые сети
1. Магнит
2. X5 Retail Group (Перекрёсток, Карусель, Пятёрочка)
3. Лента
4. Metro
5. Атак
6. Леруа Мерлен
7. Дикси
8. Гипермаркет Глобус
9. Fix Price

## Жилой фонд и коммунальное хозяйство
По данным администрации города, жилищный фонд (общая площадь квартир) по состоянию на 2008 год составляет 9455,9 тысяч квадратных метров, что составляет 23,1 квадратный метр на жителя. При этом 98,5 % жилфонда оборудованы центральным отоплением, 95,1 % — природным газом, 90,3 % — водопроводом, 88,2 % — канализацией, 85,9 % — горячим водоснабжением. По состоянию на 2008 год 9051 семья состояла на учёте для улучшения жилищных условий, при этом реально получили жильё только 79 семей.
| Динамика жилого фонда              | Динамика жилого фонда | Динамика жилого фонда | Динамика жилого фонда | Динамика жилого фонда | Динамика жилого фонда | Динамика жилого фонда | Динамика жилого фонда | Динамика жилого фонда | Динамика жилого фонда | Динамика жилого фонда | Динамика жилого фонда | Динамика жилого фонда |
| Год                                | 1990                  | 1995                  | 2000                  | 2005                  | 2007                  | 2008                  | 2009                  | 2010                  | 2011                  | 2012                  | 2013                  | 2014                  |
| ---------------------------------- | --------------------- | --------------------- | --------------------- | --------------------- | --------------------- | --------------------- | --------------------- | --------------------- | --------------------- | --------------------- | --------------------- | --------------------- |
| Общая площадь квартир, тыс. кв. м. | 6 993,1               | 8 011,1               | 8 260,2               | 9 085,9               | 9 326,8               | 9 455,9               | 9 562,7               | 9 684,4               | 9 924,5               | 10 071,3              | 10 192,3              | 10 382,6              |
| Обеспеченность жильём, кв.м./чел   | 16,1                  | 17,6                  | 18,3                  | 22,4                  | 22,9                  | 23,1                  | 23,3                  | 24,0                  | 24,4                  | 24,6                  | 24,8                  | 25,1                  |

Город имеет развитую инженерную инфраструктуру. По официальным данным из областной программы развития города на 2004 год, протяжённость водопроводных сетей составляла 570 километров, канализации — 419 километров. Несколько иные данные представлены на официальном сайте администрации города: одиночное протяжение уличной водопроводной сети — 361 километр в 1995 году, 392 километра в 2000 году и 429 километров в 2006 году; длина уличной канализационной сети — соответственно 181, 195 и 218 километров.

### Электроснабжение
Источниками электроэнергии на территории города являются три теплоэлектроцентрали: ТЭЦ-1 (установленная мощность 23 МВт), ТЭЦ-3 (170 МВт), ТЭЦ-4 (88 МВт). Их суммарный годовой отпуск электроэнергии составляет (2014) 1 305,1 млн кВт⋅ч (2014). Годовое потребление электроэнергии составляет (2006) 1 428,5 млн кВт⋅ч, в том числе промышленными потребителями — 701,84 млн кВт⋅ч, непромышленными потребителями — 724,33 млн кВт⋅ч, прочими потребителями — 2,3 млн кВт⋅ч, максимальные электрические нагрузки составляют: от промышленных потребителей — 300 МВт; от непромышленных потребителей — 200 МВт.
Недостающая мощность для покрытия нагрузок поступает из внешней энергосистемы по сети 330 кВ через автотрансформаторы 330/110 кВ подстанции Калининская. Питание потребителей осуществляется от внутреннего кольца сети 35 кВ и внешнего кольца сети 110 кВ.

### Теплоснабжение
Основными источниками теплоснабжения Твери являются 3 теплоэлектроцентрали и 4 районные отопительные котельные.
| Источник | Установленная мощность, Гкал/час | Располагаемая мощность, Гкал/час | Располагаемая мощность, Гкал/час | Располагаемая мощность, Гкал/час |
| -------- | -------------------------------- | -------------------------------- | -------------------------------- | -------------------------------- |
|          |                                  | Всего                            | В горячей воде                   | В паре                           |
| ТЭЦ-1    | 178                              | 178                              | 70                               | 108                              |
| ТЭЦ-3    | 694                              | 660                              | 573                              | 87                               |
| ТЭЦ-4    | 620                              | 520                              | 392                              | 129                              |
| ВК Южная | 250                              | 158                              | 158                              | —                                |
| ВК №1    | 100                              | 78                               | 78                               | —                                |
| ВК №2    | 60                               | 60                               | 60                               | —                                |
| ЦК       | 87                               | 69                               | 62                               | —                                |
| Всего    | 1989                             | 1723                             | 1393                             | 324                              |

Подключённая нагрузка составляет: в горячей воде — 1582,3 Гкал/час (промышленность — 335,6 Гкал/час, жилищно-коммунальный сектор 1246,43 Гкал/час), в паре — 112,57 Гкал/час. В теплоснабжении Центрального и Пролетарского районов характерен устойчивый дефицит тепла, связанный с недостаточной мощностью паровых котлов ТЭЦ-3 и потерями в трубопроводах тепла, подаваемого ТЭЦ-4. Система теплоснабжения Твери — сверхцентрализованная, и, с точки зрения разветвлённости и строения, относится к самым сложным и неуправляемым системам в России. Среднее время начала отопительного сезона — конец сентября — начало октября, его окончания — конец апреля — начало мая. Продолжительность сезона со средней температурой воздуха менее 8 градусов — 218 дней.

### Газоснабжение
Газоснабжение города Тверь осуществляется через отводы от магистральных газопроводов «Серпухов — Санкт-Петербург», «Белоусово — Санкт-Петербург», «Ухта — Торжок». Газ в город поступает на четыре газораспределительные станции: ГРС-1 (Борихино поле); ГРС — 2 (Литвинки); ГРС — 3 (ВНИИСВ) и ГРС «Калинин — 3» (Красное Знамя). Потребление природного газа составило: в 2006 году — промышленными предприятиями — 928,5 млн м3/год; населением и коммунально-бытовыми потребителями — 268,3 млн м3/год; в 2014 году промышленными потребителями и населением — 1,4 млрд м3/год.

### Водоснабжение
Водоснабжение города осуществляется из подземных источников — артезианскими скважинами Медновского, Тверецкого и Городского водозаборов. Тверецкий водозабор расположен на правом берегу Тверцы в 3 км выше её устья и представляет собой линейный ряд скважин из 21 водозаборного узла. Всего на водозаборе 47 скважин. Медновский водозабор расположен в долине Тверцы в 23-35 км выше её устья. Он представляет собой ряд скважин, вытянутый вдоль берега на 12 км. В составе водозабора 45 скважин, сосредоточенных в 12 водозаборных узлах. Городской водозабор включает в себя 53 скважины, рассредоточенных внутри городской черты.
В городскую водопроводную сеть подача воды осуществляется системой водоводов и магистральных водопроводов диаметрами от 1000 до 400 мм общей протяжённостью 150 км. Объём подачи воды в 1996 году составил 50,7 млн м3, что соответствует среднесуточному расходу в 139 тыс. м3.

### Водоотведение
Бытовые и промышленные сточные воды удаляются по централизованной системе коммунального водоотведения — канализации, включающей систему самотёчных и напорных коллекторов, канализационные насосные станции (КНС), дюкеры через реки Волга, Тверца, Тьмака, Лазурь и очистные сооружения. На территории города имеется три основных бассейна водоотведения: Заволжско-затверецкий, Центральный и Зажелезнодорожный. Кроме того, существуют локальные бассейны водоотведения микрорайонов Химинститута, Сахарово, промзоны Лазурная. В городе действует 42 КНС МУП «Тверьводоканал» и около 20 ведомственных КНС. Протяжённость канализационных коллекторов водоотведения составляет 407,6 км. Очистные сооружения расположены в районе Больших Перемерок на территории 52,95 га, их мощность составляет 260 тыс. м3/сут. Объём водоотведения в 1996 году составил 53 млн м3, что соответствует среднесуточному значению 145 тыс м3 .

## Транспорт

### Железнодорожный
Через город проходит железнодорожная магистраль Санкт-Петербург — Москва (главный ход Октябрьской железной дороги). В черте города расположены 5 раздельных и остановочных пунктов на главном ходу — Лазурная, Тверь, Пролетарская, Дорошиха, а также станции ППЖТ на подъездных и немагистральных путях. В Заволжском районе у станции Дорошиха начинается ответвление на Васильевский Мох. Железнодорожная станция Тверь Октябрьской железной дороги (не являющаяся узловой) — крупнейшая станция по работе с пассажирами и грузом, имеется локомотивное и вагонное депо. От станции ходят пригородные поезда на Москву, Бологое, Торжок. На станции останавливаются проходящие поезда дальнего следования, соединяющие Москву с Петербургом и другими городами северо-запада России, Финляндией и Эстонией, а также Петербург с Нижним Новгородом, городами юга России.
На северо-восточной окраине Твери действует узкоколейная железная дорога Тверского комбината строительных материалов №2 (в основном грузовое движение, дважды в день курсируют рабочие поезда).
Кроме того, РЖД планирует строительство высокоскоростной железной дороги Москва — Санкт-Петербург, с размещением станции «Новая Тверь» в нескольких километрах южнее города.

### Автомобильный
Тверь является крупным транспортным узлом. По её западной и южной окраинам (по Тверской окружной дороге) проходит федеральная автодорога «Россия» М10 Москва — Санкт-Петербург, являющаяся частью панъевропейского транспортного коридора. От Твери начинаются магистрали на Ржев 28К-0576, на Бежецк — Весьегонск Р84, Волоколамск Р90, а также множество дорог местного значения (Тургиновское шоссе, Саватьевское шоссе и другие).
В настоящее время строится скоростная автомагистраль Москва — Санкт-Петербург, которая свяжет две столицы и обогнёт город с севера и востока.
По состоянию на 2008 год, количество автомобилей в Твери составляет 288 на 1000 человек населения, что является одним из самых крупных показателей в России, а весь автопарк составляет более 117 000 автомобилей. Из них 30,3 % приходилось на долю иномарок. В 2015 году, автопарк достиг 133 000 автомобилей из которых 62,3 % — иномарки, а количество машин на 1000 человек населения превысило 320.
С автовокзала отправляются автобусы в города и посёлки Тверской области (включая все районные центры) и близлежащих областей. От привокзальной площади ходят коммерческие автобусы на Москву.

### Общественный
В Твери действуют 3 вида городского общественного транспорта — трамвай, троллейбус, автобус. До 2000-х годов трамваи и троллейбусы выполняли большую часть пассажирских перевозок. В середине 2000-х в городе начинается резкий рост присутствия маршрутных такси и вызванное им значительное сокращение объёмов перевозки пассажиров общественным транспортом, а его недостаточное субсидирование привело всю систему электротранспорта в критическое состоянии. В частности, была закрыта бо́льшая часть трамвайных линий и маршрутов.

### Воздушный
Первый тверской авиационный парк существовал в Твери с августа 1917 года по 1926 год. Аэродром Общества друзей воздушного флота появился в 1920-х годах и располагался на территории современного жилого района «Южный». В 1926—1928 годах на нём базировался авиаотряд, оснащённый самолётами «Юнкерс» и Р-2. В 1929 году на аэродроме расположились многоцелевой авиаотряд и лётная школа Осоавиахима. В ноябре 1934 года — августе 1941 года в Калинине базировался аэроклуб Осоавиахима, которому в 1939 году был передан земельный участок в Змеево. В 1936 году начались работы по строительству аэродрома «Мигалово». К 1942 году около Калинина располагалось 4 оперативных аэродрома: Змеёво, Васильевское, Каблуково и Лисицы.
В 1968 году в Змеево был построен аэровокзал. В 1970-х годах из аэропорта осуществлялись рейсы во многие города Калининской области, а также в ряд городов из соседних областей. В 1990-х пассажирское сообщение было полностью прекращено.
На западной окраине города функционирует аэропорт военно-транспортной авиации 1-го класса «Мигалово». На северо-восточной окраине Заволжского района расположен аэропорт местных воздушных линий 4-го класса «Змеёво». В настоящий момент, пассажирское авиасообщение в городе (и во всей области) отсутствует. Ближайшим пассажирским аэропортом является Шереметьево (150 км).

### Речной
Тверь — порт пяти морей, Единой глубоководной системой Европейской части Российской Федерации связанный с Балтийским, Белым, Каспийским, Азовским и Чёрным морями. На левом берегу реки Волги, на стрелке Волги и Тверцы расположен речной вокзал, на правом берегу за Восточным мостом — сооружения Тверского речного порта. В районе кинотеатра «Звезда» действует прогулочный речной трамвай. В районе Химинститута действует паромная переправа.

Транспорт в Твери.
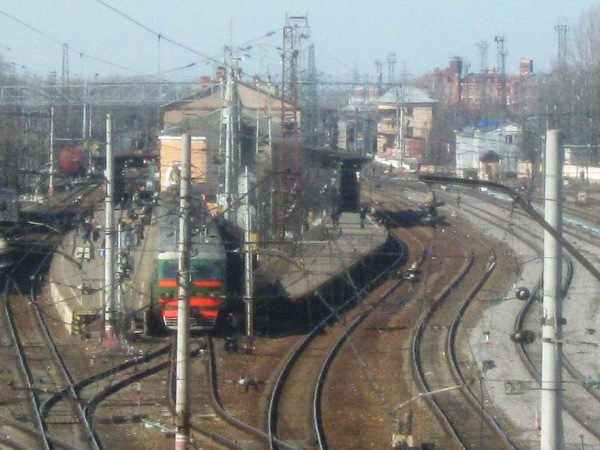
Железнодорожная станция Тверь
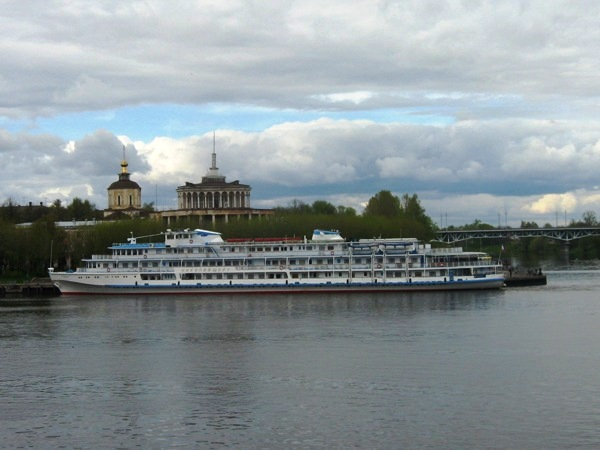
Теплоход на речном вокзале
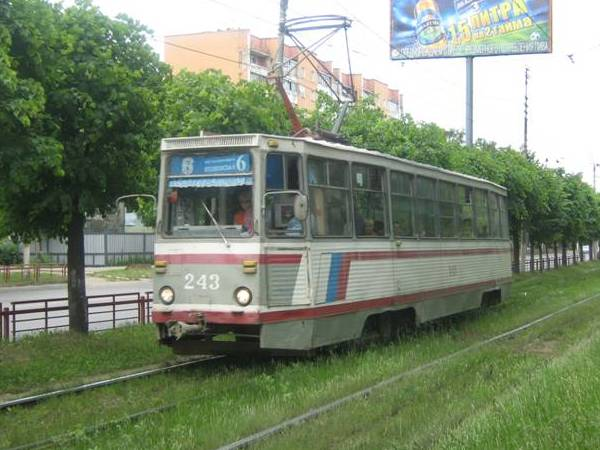
Трамвай № 6 на проспекте Чайковского
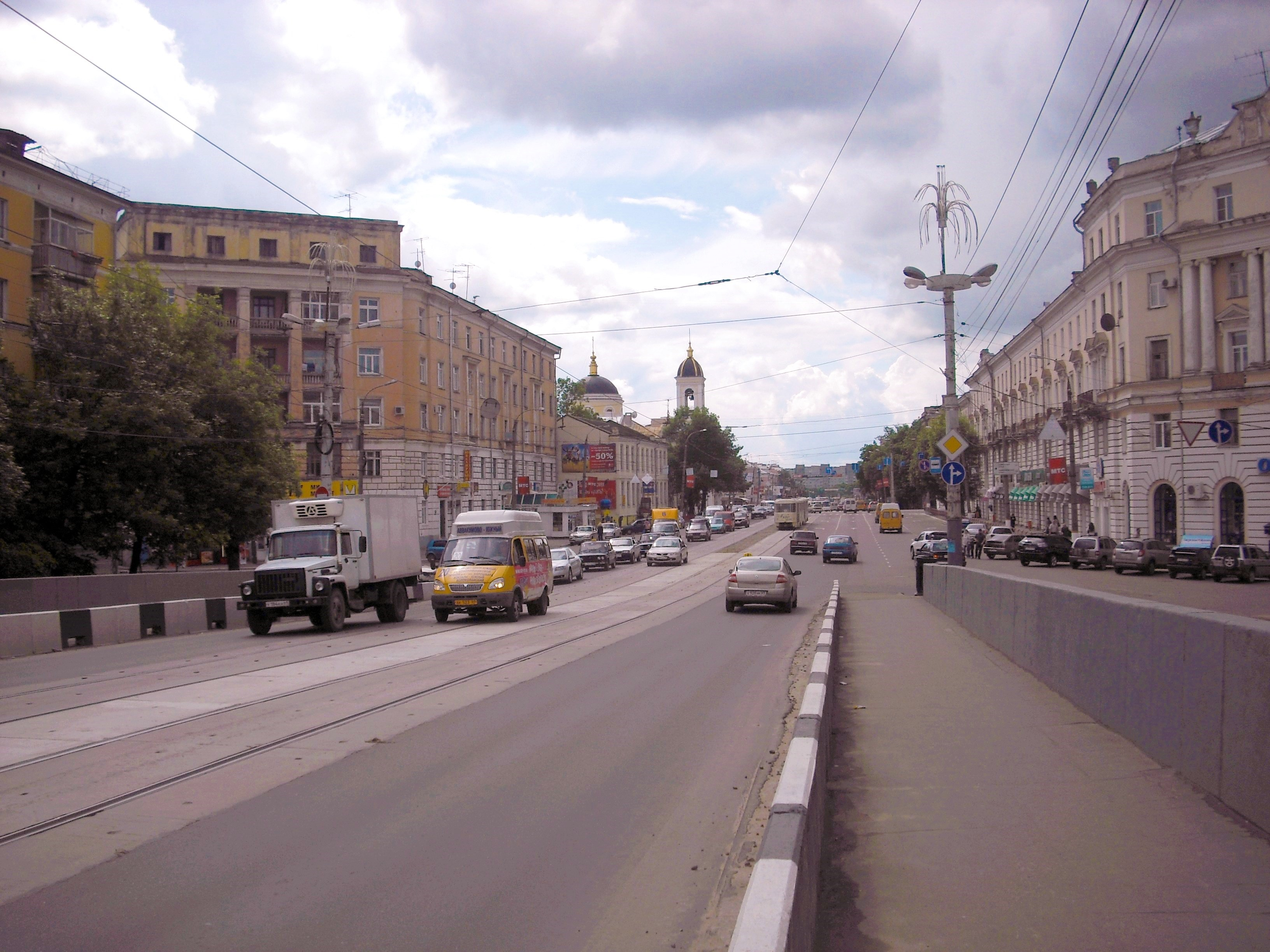
Маршрутное такси и автомобили на Тверском проспекте

## Связь и телекоммуникации

### Почтовая связь
Услуги почтовой связи на территории города Твери предоставляют 35 отделений связи, из них 1 (главпочтамт) — 1-го класса, 5 отделений — 2-го класса, 23 отделения — 3-го класса. Почтовые отделения, помимо обычных почтовых услуг, предоставляют также услуги финансового обслуживания населения (выплата пенсий, отправление и получение денежных переводов, оплата услуг, продажа проездных билетов, лотерейных билетов и др.).
| Индекс отделения | Адрес                    | Индекс отделения | Адрес                           | Индекс отделения | Адрес                     |
| ---------------- | ------------------------ | ---------------- | ------------------------------- | ---------------- | ------------------------- |
| 170000           | Тверь                    | 170016           | Бурашевское ш., 16              | 170032           | п. Химинститута, 8        |
| 170001           | пр-т Калинина, 18        | 170017           | д. Большие Перемерки, 38        | 170033           | Волоколамский пр-т, 29    |
| 170002           | пр-т Чайковского, 84     | 170019           | ул. Пржевальского, 64           | 170034           | пр-т Победы, 6            |
| 170003           | Петербургское шоссе, 30  | 170020           | Петербургское ш., 49            | 170036           | Петербургское ш., 91      |
| 170004           | ул. Строителей, 8 к.1    | 170021           | ул. Хрустальная, 32/67          | 170037           | пл. Терешковой, д 47/27   |
| 170005           | ул. Мусоргского, 6       | 170022           | ул. Можайского, 70              | 170039           | ул. Фрунзе, 20            |
| 170006           | ул. Бебеля, 10           | 170023           | пр-т Ленина, 37                 | 170040           | пр-т 50 лет Октября, 14   |
| 170007           | ул. Старобежецкая, 1/1   | 170024           | пр-т Ленина, 7/7                | 170041           | б-р Шмидта, 36/35         |
| 170008           | пр-т Победы, 38/45       | 170025           | п. Элеватор ул. Центральная, 17 | 170042           | ул. Горького, 136/6       |
| 170009           | ул. Громова, 7 к.1       | 170026           | Комсомольский пр-т, 9 к.1       | 170043           | Октябрьский пр-т, 49      |
| 170011           | ул. Восстания, 46        | 170027           | ул. Георгиевская, 6             | 170044           | ул. Вагжанова, 14         |
| 170012           | ул 1-я Вагонников, 1А/20 | 170028           | Зеленый пр-д, 43 к.5            | 170100           | ул. Советская, 31         |
| 170015           | п. Литвинки, 1           | 170030           | б-р Гусева, 4                   | 170904           | п. Сахарово ул Садовая, 7 |

Руководство отделениями связи, организацию почтовой связи на территории города, обработку и сортировку почтовых отправлений осуществляет Тверской Главпочтамт (ул. Советская, д. 31).

### Телефонная связь
Телефонная связь в Твери начала работать в 1892 году на базе ручного коммутатора на 200 номеров. В середине 1970-х — начале 1980-х годов телефонная связь была автоматизирована. В 1970 году город перешёл на пятизначную систему телефонных номеров. С 2003 года город использует шестизначную систему. В настоящее время телефонная связь в городе осуществляется только от АТС электронного типа; в городе работают 8 АТС с общей монтированной ёмкостью 150000 номеров, использование номерной ёмкости составляет 85 % от монтированной. Телефонная сеть города построена по принципу узлообразования, в сети организованно три узловых района с нумерацией 3ХХХХХ, 4ХХХХХ, 5ХХХХХ, 7XXXXX. Междугородный код города — 4822.
| Общее число телефонных аппаратов, тыс. шт        | 62,3 | 77,5 | 99,2 | 107,2 | 122,6 | 133,5 | 145,3 | 147,5 | 141,0 |
| Число квартирных телефонных аппаратов , тыс. шт. | 36,8 | 55,5 | 75,0 |       | 93,3  | 102,5 | 108,7 | 110,4 | 107,2 |
| Число таксофонов, шт                             |      |      |      |       | 404   | 926   |       | 56    | 11    |

### Сотовая связь
В 1994 году в Твери была запущена первая сотовая сеть, работавшая в стандарте NMT-450. Оператором являлась компания «Тверская сотовая связь». Сеть была запущена 18 апреля 1994 года, первый телефонный звонок сделал мэр города А. Белоусов своему коллеге из Оснабрюка, города-побратима Твери. В 1999 году в городе начал работать МТС, в 2001 году — Билайн, в 2003 — МегаФон, в 2005 — SkyLink, в 2009 — TELE2, в 2015 году — Yota. По состоянию на 2016 год, в городе работают  МТС, Билайн, МегаФон, TELE2, Yota.